# Austrocylindropuntia subulata
Espèce
Synonymes
- Austrocylindropuntia exaltata (A.Berger) Backeb.
- Pereskia subulata Muehlenpf.

Statut de conservation UICN

 LC  : Préoccupation mineure
Statut CITES
Austrocylindropuntia subulata est une espèce de la famille des Cactacées.

## Liste des sous-espèces
Selon Catalogue of Life (12 octobre 2013) :
- sous-espèce Austrocylindropuntia subulata subsp. exaltata
- sous-espèce Austrocylindropuntia subulata subsp. subulata

Selon The Plant List (12 octobre 2013) :
- sous-espèce Austrocylindropuntia subulata subsp. exaltata (A.Berger) D.R.Hunt

### Forme
- Austrocylindropuntia subulata f. monstrosa